# 小克勒茲河
46°23′14″N 01°40′17″E / 46.38722°N 1.67139°E
小克勒茲河（法語：Petite Creuse，法語發音：[pətit kʁøz]）是法國的河流，位於該國中部，屬於克勒茲河的左支流，河道全長95.2公里，流域面積850平方公里，平均流量每秒8.75立方米，發源自特雷尼亚，河口處在弗雷斯利讷。

## 外部連結
- http://www.geoportail.fr （页面存档备份，存于）
- The Petite Creuse at the Sandre database